# Lancefield
Lancefield – miasto w Australii, w stanie Wiktoria.